# Чураков, Владимир Тарасович
Владимир Тарасович Чураков (3 сентября 1927 — 8 мая 2011, Гомель) — советский передовик производства, столяр Гомельского деревообрабатывающего комбината Министерства лесной и деревообрабатывающей промышленности Белорусской ССР. Заслуженный рационализатор Белорусской ССР (1968). Герой Социалистического Труда (1971).

## Биография
Родился 3 сентября 1927 года в посёлке Хутор Гомельского района Гомельского округа Белорусской ССР в белорусской крестьянской семье.
После окончания семи классов сельской школы начал помогать своему отцу в плотничать. С 1941 по 1943 годы в период Великой Отечественной войны семья В. Т. Чуракова остались на оккупированной гитлеровцами территории, а сам В. Т. Чураков скрывался от гитлеровцев на болоте, где переболел малярией и заработал ревматизм. С 1943 года после освобождения посёлка от гитлеровцев, В. Т. Чураков поступил учится в поселковую школу и участвовал в восстановлении местного колхоза. С 1944 года бросил учёбу и начал свою трудовую деятельность в должности ученика столяра на Гомельском обозостроительном комбинате, позже стал столяром 3-го разряда и начал работать самостоятельно.
С 1947 года открылся талант В. Т. Чуракова как рационализатора, он придумал и применил новшество позволяющее повысить качество работы на предприятии. С 1956 года начал работать столяром в экспериментальной мастерской мебельного цеха, с 1963 года возглавил руководство бригадой экспериментальной мастерской Гомельского деревообрабатывающего комбината.
17 сентября 1966 года Указом Президиума Верховного Совета СССР «за достигнутые успехи в выполнении заданий семилетнего плана (1959—1966) по развитию лесной, целлюлозно-бумажной и деревообрабатывающей промышленности» Владимир Тарасович Чураков был награждён Орденом Ленина.
С 1947 по 1968 годы В. Т. Чураков как новатор-рационализатор внедрил в производство более 150 усовершенствований и изобретений, которые дали предприятию большой экономический эффект. 22 февраля 1968 года «за достигнутые успехи в изобретательской и рационализаторской деятельности» Владимир Тарасович Чураков был удостоен почётного звания — «Заслуженный рационализатор Белорусской ССР».
С 1966 по 1970 годы в период восьмой пятилетки, экспериментальная бригада под руководством В. Т. Чуракова показала высочайший уровень трудового героизма.
7 мая 1971 года Указом Президиума Верховного Совета СССР «за выдающиеся производственные успехи в выполнении заданий пятилетнего плана» Владимир Тарасович Чураков был удостоен звания Героя Социалистического Труда с вручением Ордена Ленина и золотой медали «Серп и Молот».
После выхода на заслуженный отдых, проживал в городе Гомель.
Скончался 8 мая 2011 года, похоронен в посёлке Цагельня Гомельского района.

## Награды
- Медаль «Серп и Молот» (07.05.1971)
- Орден Ленина (17.09.1966; 07.05.1971)

### Звание
- Заслуженный рационализатор Белорусской ССР (22.02.1968).